# Anne-Augusta de Brunswick-Wolfenbüttel
Anne-Augusta de Brunswick-Wolfenbüttel (en allemand Anna Auguste von Braunschweig-Wolfenbüttel) est née à Wolfenbüttel (Principauté de Brunswick-Wolfenbüttel) le 19 mai 1612 et meurt à Dillenburg le 17 février 1673. Elle est une princesse allemande, fille du duc Henri-Jules de Brunswick-Wolfenbüttel (1564-1613) et de la princesse Élisabeth de Danemark (1573-1626). 

## Mariage et descendance
Le 19 février 1638 elle se marie à Coppenbrügge avec Georges de Nassau-Dillenbourg (1618-1656), fils du prince de Louis-Henri de Nassau-Dillenbourg (1594-1662) et de Catherine de Sayn-Wittgenstein (1588-1651). Ils ont six enfants :
- Élisabeth de Nassau-Dillenbourg (1639-1641)
- Sophie de Nassau-Dillenbourg (1640-1712)
- Henri de Nassau-Dillenbourg, prince de Nassau-Dillenbourg
- Charlotte de Nassau-Dillenbourg (1643-1686), en 1685 elle épouse le comte Auguste de Leignitz (†1679), veuve, elle épouse en 1680 le comte Ferdinand d'Aspremont Lynden (†1708)
- Élisabeth de Nassau-Dillenbourg (1652-1670)
- Anne de Nassau-Dillenbourg (1652-?)